# Luda Schnitzer
Pour les articles homonymes, voir Schnitzer.
Luda Schnitzer, née Ludmilla Makowsky  le 8 mars 1913 à Berlin de parents russes et morte le 24 avril 2002 à Paris,, est une écrivaine française.

## Biographie
Vivant en France depuis 1925, Luda Schnitzer a d'abord été sculpteur, puis journaliste pigiste.
Elle est connue pour ses contes pour enfants (publiés notamment dans la collection du Père Castor) qu'elle signe sous le pseudonyme de Luda, et par ses ouvrages sur le cinéma russe qu'elle signe avec son mari, Jean Schnitzer. Elle est également traductrice de russe.
Luda Schnitzer a obtenu le grand prix de la Ville de Paris de littérature enfantine en 1981.

## Quelques ouvrages publiés
- Cent mille flèches : trois légendes chinoises, LIRE, 1954
- Contes du Grand Nord, ill. René Moreu, LIRE, 1954
- Les Maîtres de la forêt et autres contes de bêtes, ill. René Moreu, Éditions La Farandole, 1958
- Le dernier gabarier, contes de métiers, ill. Marcel Tillard, Éditions La Farandole, 1961
- Oui Maman !, Flammarion Père Castor, 1964
- Contes russes, Éditions La Farandole, 1976 • réédition : ill.Bilibine, Sorbier, 2001
- Le Chanteur de Tapis, Éditions La Farandole, 1977 •  (ISBN 978-2-70470-021-9)
- Peine-Misère et Bonheur la chance, illustrations de Véronique Ageorges, Nathan, Arc-en-poche, 1981
- La Dame du lin, illustrations de Françoise Boudignon, Éditions du Sorbier, 1982
- La Filleule de la montagne de feu, Sorbier, 1982
- Lise et le Lutin, Hachette, 1984 •  (ISBN 978-2-01009-677-8)
- Cet endroit-là dans la taïga, Hatier, Fées et gestes, 1986
- Les Jardins de la fille-roi, Hatier, Fées et gestes, 1987
- Le Cordonnier de Bagdad, Castor Poche, 1992
- Les Enfants baladins, Castor Poche, 1993
- Colin brigand au grand cœur, ill. Véronique Boiry, Éditions du Sorbier, 1994
- 365 contes de gourmandise, Gallimard Jeunesse, 1999
- Anaït, la fiancée malicieuse (Albin Michel Jeunesse)
- Ce que disent les contes, Paris, Éditions du Sorbier, 2002  (ISBN 978-2-73200-010-7)

En collaboration avec Jean Schnitzer
- Poudovkine cinéma d'aujourd'hui, Seghers, 1962
- Vingt ans de cinéma soviétique, éd. CIB, 1963
- La vie de Lénine à l'écran, Les Éditeurs français réunis, 1967
- Youtkevitch, L'Âge d'Homme, 1976
- Dovjenko, Seghers, 1978
- Histoire du cinéma soviétique, Pygmalion, 1979 •  (ISBN 978-2-85704-051-4)

## Traductions
- Velimir Khlebnikov, Choix de poèmes, traduction et préface, édition bilingue, P.-J. Oswald, 1967.
- Velimir Khlebnikov, Le pieu du futur, traduction et préface, Éditions L'Âge d'Homme, 1970.
- Andreï Konchalovski et Andreï Tarkovski (trad. Luda et Jean Schnitzer), Andreï Roublev, Paris, les Éditeurs français réunis, 1970
- Lougovskaïa Tatiana, Nous n'étions pas seuls à grandir, traduction, Paris, Gallimard, 1990